# Paul Henze (Politiker)
Willy Paul Henze (* 20. Februar 1900 in Giebichenstein; † 1968 in Dresden) war ein deutscher Politiker (SED). Von 1946 bis 1950 gehörte er dem Landtag von Sachsen-Anhalt an.

## Leben
Paul Henze arbeitete bis zu einem Unfall im Jahr 1929 als Bordmonteur bei den Junkers-Werken in Dessau. Danach arbeitete er als Bürokraft bei den Stadtwerken in Halle (heutige Hallesche Verkehrs-AG); diese Stelle verlor er nach der Machtübernahme der Nationalsozialisten 1933, da er sich in der Gewerkschaft und der örtlichen SPD engagiert hatte. Er bildete sich zum Ingenieur weiter und war, nachdem er zwischen 1939 und 1941 in der Wehrmacht gewesen war, von 1941 bis zum Kriegsende stellvertretender Leiter bei der Bauaufsicht der Siebel Flugzeugwerke; dabei war er Angestellter des Reichsluftfahrtministeriums, was ihn später dem Verdacht aussetzte, NSDAP-Mitglied gewesen sein.
Nach der Zwangsvereinigung von SPD und KPD zur SED wurde er SED-Mitglied. Für diese wurde er bei der Landtagswahl in der Provinz Sachsen 1946 in den Landtag gewählt. Er arbeitete Sekretariat der SED-Fraktion. Er setzte sich auch gegen die einsetzende Stalinisierung der SED ein; infolgedessen erhielt er Anfang der 1950er Jahre eine Rüge; dazu wurden ihm alle Parteifunktionen entzogen und er musste die Landesparteischule besuchen. Später arbeitete  als Sachbearbeiter in einen Konstruktionsbüro. Auch in der Folgezeit wurde er bis zumindest 1956 von der Stasi überwacht, die ihm aber eine positive Einstellung zur DDR und der Sowjetunion bescheinigte.